# Edward Charles Pickering
Edward Charles Pickering (Boston, Massachusetts 1846. július 19. – Cambridge, Massachusetts 1919. február 3.) amerikai csillagász, William Henry Pickering bátyja, Hermann Carl Vogel mellett a kettős csillagok színképelemzésének másik úttörője.

## Élete
A Boston Latin School elvégzése után a Harvard Egyetemen diplomázott 1865-ben. 1867–1877 között a Massachusetts Institute of Technology fizika professzora volt, majd 1876-ban (1877-ben) kinevezték az 1839-ben alapított Harvard obszervatórium (Harvard College Observatory) igazgatójává és a Harvard Egyetemen a csillagászat professzorává; ezeket a tisztségeket haláláig betöltötte.
1876-ban ő volt az Appalache Hegymászó Klub (Appalachian Mountain Club) egyik alapítója
Kezdeményezte, hogy a déli félgömb csillagainak megfigyelésére a Harvard hozzon létre fiók obszervatóriumot az Egyenlítőtől délre — a perui Arequipa obszervatóriuma 1891-től működik; eleinte főleg a Magellán-felhők és a gömbhalmazok megfigyelése tette ismertté.

## Munkássága
A csillagászati fotometria és spektroszkópia egyik megalapozójaként ő fedezte fel az első spektroszkópiai kettőscsillagot. A csillagszínképek fényképezéséhez ő használt elsőként objektívprizmát.
A Harvard obszervatóriumban fiatal nőkből összeállított egy olyan csoportot, amely „emberi számítógépként” dolgozott. A csoportban dolgozott mások közt:
- Henrietta Swan Leavitt,
- Annie Jump Cannon,
- Williamina Fleming és
- Antonia Maury;

közülük Henrietta Swan Leavitt a változó csillagok periódusidejének meghatározásával, Antonia Caetana Maury a csillagok spektrumainak 22 osztályba sorolásával szerzett hírnevet.
Az obszervatóriumban már 1849-től gyűltek az égboltról készített fotólemezek, és rendszerezésükre nem volt elég ember. Pickering ambiciózus tervet dolgozott ki katalogizálásukra. Azt akarta, hogy a felvételeken azonosított több ezer csillagot fényességük alapján, lehetőleg standard értékeket használva sorolják be. Tudta, hogy a nőkre bízott munka egyhangú és unalmas, amire nem kapott volna hasonlóan képzett férfiakat ilyen kis fizetésért, de egyfajta kiváltságnak számított, mert az idő tájt a nők kutatóként nemigen dolgozhattak, így a csillagászati távcsöveket sem kezelhették. A csoport (főleg Antonia Maury és Annie Jump Cannon) több mint 20 000 állócsillag fényességét határozta meg Draper-féle asztrográffal, emellett fotometrikus méréseket végzett a Naprendszer holdjain. Eredményeik az obszervatórium évkönyvében (Annals of the Harvard College Observatory) jelentek meg.
Több kísérletet tettek a csillagok spektrumainak tipizálására, ezek egyikében a csoportokat az ábécé nagybetűivel jelölték. Végül 1900 táján az egész addigi munkát kritikusan átvizsgálták, egyes csoportokat megszüntettek, a korábbi sorrendet megváltoztatták, így alakult ki a ma használatos csillagászati színképosztályozás alapja, a Harvard-osztályozás, amiben az osztályok O–B–A–F–G–K–M sorban a fehértől a vörös felé haladva, tehát a hőmérséklet csökkenésének rendjében követik egymást (ezt a sort később egészítették ki az R, N és S különleges osztályokkal). Immár ezt a rendszert használva 1903-ban adták ki első fotografikus atlaszukat az északi félgömb 12 magnitudónál fényesebb csillagairól.
Az észlelést jelentősen felgyorsította Pickeringnek az az újítása, hogy óriási prizmát tett a távcső objektívje elé, így egyszerre egy egész csoportnyi csillag színképét fel tudták venni. Ennek eredményeként összefoglaló művük, a Henry Draper Catalague (HD) 225 300 csillag adatait tartalmazta.

## Főbb művei
- Elements of Physical Manipulations (2 kötet, 1873–76).

## Emlékezete
Nevét őrzi:
- egy kisbolygó (784 Pickeringia),
- egy holdkráter (öccsével, William Henry Pickeringgel közösen),
- egy marskráter,
- az ionizált hélium színképvonalainak Pickering-sorozata.

## Fordítás
- Ez a szócikk részben vagy egészben  az   Edward Charles Pickering című angol Wikipédia-szócikk ezen változatának fordításán alapul.  Az eredeti cikk szerkesztőit annak laptörténete sorolja fel. Ez a jelzés csupán a megfogalmazás eredetét és a szerzői jogokat jelzi, nem szolgál a cikkben szereplő információk forrásmegjelöléseként.